# 古辛

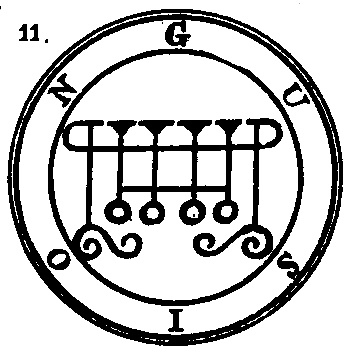
古辛的印記

古辛（英語：Gusion），为所羅門七十二柱魔神中排第11位的魔神，位階公爵，統帥40個軍團。別名「哥賽因」（Gusayn）、「哥所因」（Gusoyn）。過去與未來的事情，他都能夠一一回答詢問者。對過去、現在和未來，他無所不知，並能揭露一切問題的結果和意義。相傳也可授予召喚者名譽與地位。特殊能力是使友情萌生，把原先已經受到破壞的友情復修。使雙方的關係由「惡」轉「善」。同時，亦能使敵對者變成己方的同伴。他能讓人們和諧相處，並維護友誼的榮譽和尊嚴。在《所羅門之鑰》中，Gusion是一位如謎一樣的惡魔，可能是他所兼備的能力與其他的惡魔的能力相近的關係；所以，他的知名度非常低。

## 流行文化
- 在日本动画《机动战士高達 铁血的孤兒》中为库达尔·卡德尔驾驶机体的名字，机体编号（ASW-G-11）亦对应其在七十二柱魔神之中的排名，所属方为柏瓦兹。後來機體獲重新改修，成為 ASW-G-11 重鍛型智魔鋼彈，駕駛員為昭弘·亞特蘭大。